# Sociedade Boca Júnior Futebol Clube
Sociedade Boca Júnior Futebol Clube é um clube de futebol brasileiro da cidade de Cristinápolis, no estado de Sergipe.
Possui, desde sua formação, uma potencial rivalidade com o River Plate da cidade de Carmópolis. Assim, na edição do Sergipão 2013 realizou-se o mais famoso clássico argentino em solo sergipano. O primeiro confronto ocorreu em 6 de maio de 2013, na 5ª rodada da segunda fase do campeonato, com o placar de 0 a 0. O segundo confronto ocorreu em 20 de abril de 2013, na 14ª rodada da segunda fase do campeonato, com o placar de 2 a 1 para o River.
As cores, nome e uniforme do time são uma homenagem ao Boca Juniors da Argentina.

## História
Tal como na edição da 2ª divisão de 2011, na edição seguinte da 2ª divisão de 2012, a equipe apresenta uma campanha consistentemente regular, acreditada pela mídia desportiva local como uma das favoritas para a conquista do acesso. No entanto, na fase final do campeonato cai desta última vez nas semi-finais ao empatar em 2 jogos contra o tradicional América da cidade de Propriá. "Não fosse o pênalti cometido e convertido ao final do jogo de ida, as chances de êxito do time teriam sido absolutamente maiores", lamentam os cronistas desportivos locais.
Em 2016, o presidente do boca entrou com seu novo time na série A2, o Botafogo-SE que também pertence ao patrono Gilson Behar conseguiu o tão sonhado acesso à elite do Futebol Sergipano em 2017.
Em 2022 foi rebaixado no Campeonato Sergipano após terminar na vice lanterna com 4 pontos em 10 jogos.

### Mudança de cidade
Em 2011, em virtude de melhores condições de treinamento para a disputa da 2ª divisão do Campeonato Sergipano, a equipe transferiu-se da cidade de Cristinápolis, a qual tradicionalmente até então representava, para Estância, no litoral sul de Sergipe, uma cidade maior e mais próxima da capital Aracaju.
Depois de nove anos com sede em Estância, o clube muda pela segunda vez de sede e passa a mandar seus jogos na cidade de Carmópolis, que sedia também seu grande rival River Plate-SE. Para o Sergipão 2020, mandará seus jogos no Estádio Fernando França.
Uma nova mudança em 2021, depois de perder seu maior patrocinador o Boca novamente muda de sede, desta vez volta para sua cidade de origem no sul sergipano. Para o Sergipão 2021 mandou seus jogos no Estádio Geraldo Oliveira.

### Parcerias e Grupo de investidores
O Boca Júnior firmou uma parceria com o grupo empresarial New Corporation, do ramo de importações, sediado em Curitiba e que tem como cartão de visita, o trabalho desenvolvido há um ano, à frente do Paraná Clube.
O projeto tem por iniciativa desenvolver um trabalho de base, de forma técnica e científica, na formação de atletas, investindo nas equipes de base, e garimpar atletas do futebol sergipano.
A princípio foram trazidos, a título de reforço, o treinador Luiz Juresco e cinco atletas profissionais.

## Títulos

### Futebol Masculino
| ESTADUAIS | ESTADUAIS                       | ESTADUAIS | ESTADUAIS         |
|           | Competição                      | Títulos   | Temporadas        |
| --------- | ------------------------------- | --------- | ----------------- |
|           | Campeonato Sergipano - Série A2 | 3         | 2004, 2007 e 2014 |

### Futebol Feminino
| ESTADUAIS | ESTADUAIS         | ESTADUAIS | ESTADUAIS  |
|           | Competição        | Títulos   | Temporadas |
| --------- | ----------------- | --------- | ---------- |
|           | Sergipão Feminino | 1         | 2016       |

## Artilheiros
| Artilharia | Artilharia                      | Artilharia | Artilharia |
| Atleta     | Competição                      | Ano        | Gols       |
| ---------- | ------------------------------- | ---------- | ---------- |
| Rivanílton | Campeonato Sergipano - Série A2 | 2007       | 6          |
| Luan       | Campeonato Sergipano - Série A2 | 2014       | 6          |

## Estatísticas

### Participações
|  | Participações em 2025 |

| Competição | Competição           | Temporadas | Melhor campanha             | Estreia | Última | P | R |
| Sergipe    | Campeonato Sergipano | 12         | 4º colocado (2006)          | 2005    | 2022   |   | 4 |
| Sergipe    | Série A2             | 9          | Campeão (2004, 2007 e 2014) | 2004    | 2025   | 4 | – |